# Station Gredstedbro
Station Gredstedbro is een station in het dorp Gredstedbro in de Deense gemeente Esbjerg. Het oorspronkelijke stationsgebouw is nog aanwezig.
Gredstedbro wordt bediend door de trein van Esbjerg naar Tønder. Op werkdagen rijdt ieder uur een trein naar Esbjerg, in de spits ieder half uur. Naar het zuiden rijdt ieder uur een trein.